# Edifício Alexandre Mackenzie
O Edifício Alexandre Mackenzie, também conhecido como Prédio da Light, é uma notória construção localizada na área central da cidade de São Paulo, entre o cruzamento da Rua Coronel Xavier de Toledo com o Viaduto do Chá, atualmente tombada, cujo projeto contou com a autoria dos estadunidenses Preston e Curtis, e execução do escritório de Severo, Villares & Cia. Ltda. O prédio fora sede da empresa distribuidora de energia elétrica São Paulo Tramway, Light and Power Company e, posteriormente, da antiga estatal Eletropaulo. Foi concluído no ano de 1929 e ampliado em 1941. Desde 1999, após cautelosa restauração, abriga o Shopping Light.

## Contexto Histórico
A empresa The São Paulo Tramway, Light and Power Company instalou-se em 1899 em salas alugadas em um prédio da Rua São Bento. Seu constante crescimento obrigou sua transferência para áreas cada vez mais amplas, muitas vezes em diferentes localidades da cidade. No total, eram 7 escritórios por São Paulo, o que dificultava sua administração central. Com isso, a empresa adquiriu o Theatro São José, na Rua Coronel Xavier de Toledo, para dar lugar ao mais novo edifício sede da empresa. A obra foi concluída em abril de 1929.
Em 1941, o prédio foi ampliado passando a contar com uma área de 29.720 metros quadrados. Desde sua construção, o prédio adquiriu grande destaque, tanto por sua posição privilegiada junto ao Vale do Anhangabaú, como pela história e desenvolvimento da empresa que idealizou sua construção. Hoje, o patrimônio é propriedade do Estado, por ter sido sede da antiga estatal Eletropaulo, e em 1999, depois do processo de privatização da empresa e transferência de suas áreas administrativas na década de 1980, tornou-se um centro comercial e cultural.

## História

### Construção
O Edifício Alexandre Mackenzie foi originalmente construído para abrigar a sede da canadense The São Paulo Tramway, Light and Power Co. Ltd. O nome foi dado em homenagem ao diretor da empresa na época, que solicitou o projeto do edifício. Os autores do projeto foram os arquitetos norte-americanos Preston e Curtis, de 1925. Já a construção foi idealizada por Severo, Villares & Cia. Ltda., escritório do engenheiro e arquiteto Ramos de Azevedo, entre os anos de 1926 e 1929.

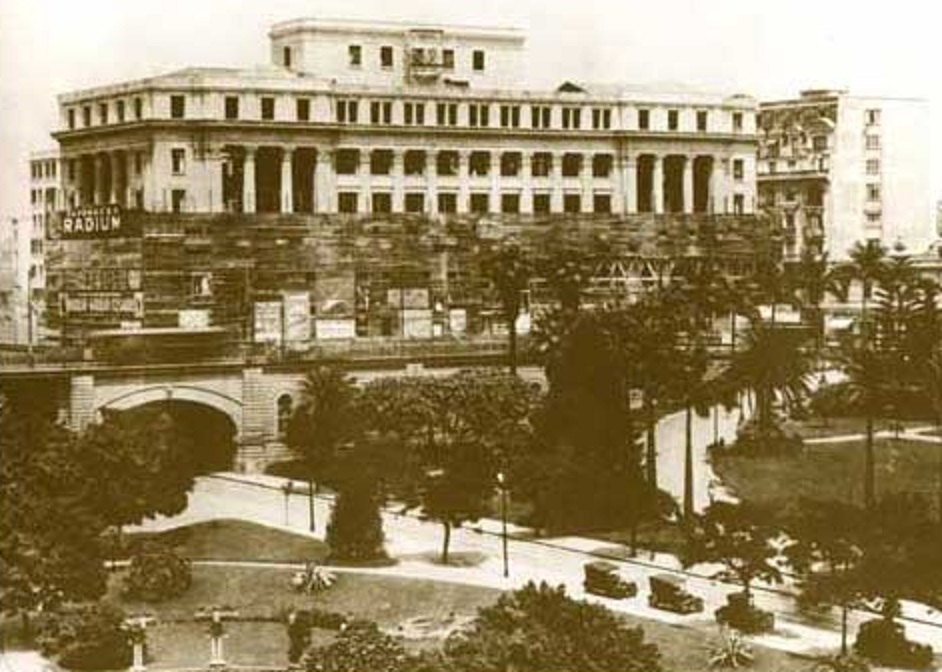
Edifício Alexandre Mackenzie em término de construção em 1929

Em setembro de 1983, Luiz Antonio de Assis Carvalho, superintendente de Comunicação da Eletropaulo, entrou com uma solicitação de tombamento junto ao Condephaat, Conselho de Defesa do Patrimônio Histórico, Arqueológico, Artístico e Turístico (Processo Nº 22803/83). Já em outubro de 1984, o edifício foi oficialmente tombado como monumento de interesse arquitetônico pelo secretário da cultura da época, Jorge da Cunha Lima, e inscrito no Livro do Tombo sob nº 234, p.64. em janeiro de 1987.

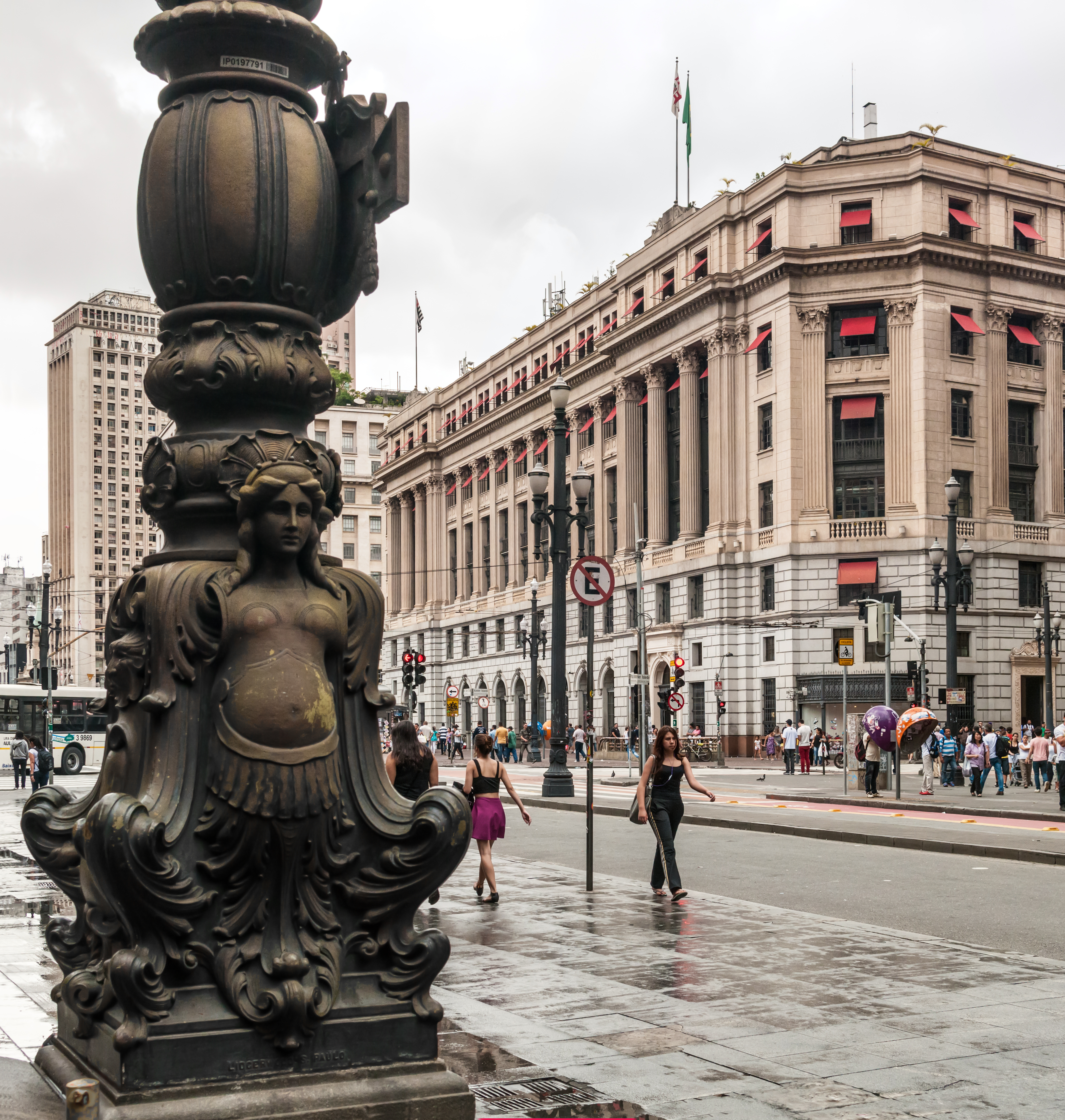
Edifício Alexandre Mackenzie, ao fundo, visto a partir do Teatro Municipal de São Paulo

### Tombamento
O interesse pelo tombamento do edifício surgiu em razão de uma possível negociação entre o mercado imobiliário e por se tratar de um bem próprio do Estado, já que na época era sede da Eletropaulo. O edifício compõe os mais destacados do patrimônio ambiental urbano da cidade de São Paulo, dada sua posição no Vale do Anhangabaú. Juntamente com a antiga sede do Banespa, o Edifício Altino Arantes, o Edifício Matarazzo, sede da prefeitura da cidade de São Paulo desde 2004, e o Viaduto do Chá, forma o conjunto característico da área central da cidade. Em seus arredores, situam-se os jardins do Teatro Municipal, com sua escadaria e estrutura imponente e a Praça Ramos, em homenagem ao célebre engenheiro e arquiteto Ramos de Azevedo.

### Shopping Light
Desde 1999, ano de inauguração, o edifício abriga o Shopping Light, fruto de um consórcio com o Fundo Birmann, que ganhou concessão do imóvel por um período de 50 anos. Em 1997, a Eletropaulo ainda ocupava parte do edifício, quando eram realizadas as reformas. Uma das realizadoras do projeto do centro comercial foi a CEI Empreendimentos, onde os investimentos foram estimados em R$ 50 milhões. O público alvo do shopping são as classes B e C, devido à enorme circulação de pessoas pelo Vale do Anhangabaú durante o horário comercial e horário de almoço. Estima-se que no Viaduto do Chá transite diariamente cerca de um milhão de pessoas.
O atual shopping oferece cerca de 180 lojas, 112 em funcionamento, e recebe cerca de 35 mil pessoas por dia. A inauguração do empreendimento contou com um show de fogos de artifício e exposição fotográfica e projeções cinematográficas sobre o centro de São Paulo.

## Características do edifício

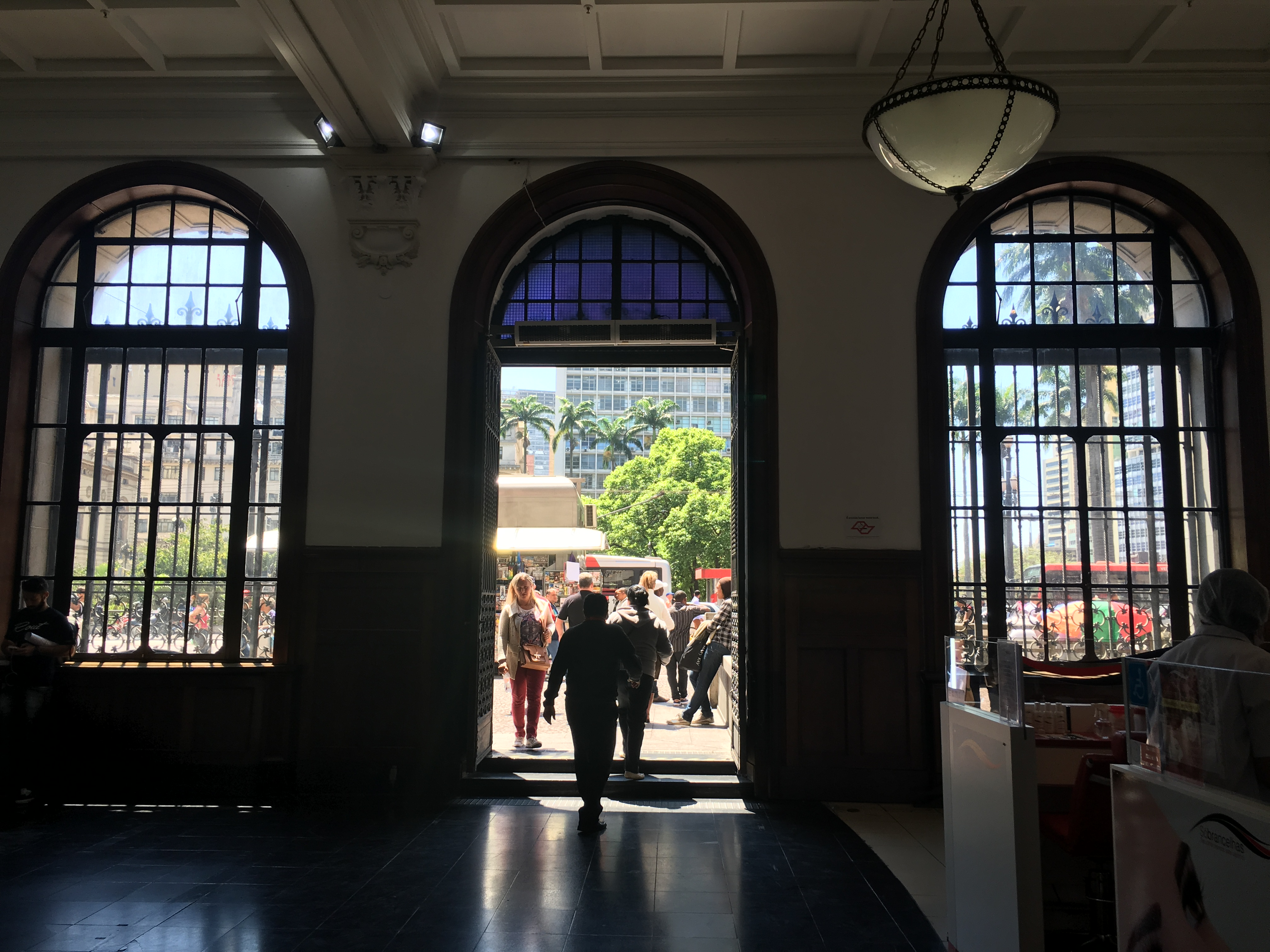
Vista interna de entrada do Edifício Alexandre Mackenzie, face ao Viaduto do Chá

Um dos grandes marcos históricos da arquitetura de São Paulo, o Edifício Alexandre Mackenzie, conhecido também como "Prédio da Light", é um dos ícones do estilo eclético do centro. Toda a parte de serralheria e mercenaria originais do edifício foi arquitetada pelo Liceu de Artes e Ofícios de São Paulo, na época de sua construção. Hoje, o edifício mistura elementos modernos com elementos mais antigos, como escadas rolantes atuais, elevadores da década de 1920, escadaria de mármore e réplicas de bancos e lixeiras similares aos da Estação da Luz. A casa de máquinas dos elevadores e os portões são originais da década de 1920. O Shopping Light foi o primeiro shopping center do Brasil a utilizar técnicas de reciclagem arquitetônica em sua estrutura e fachada.

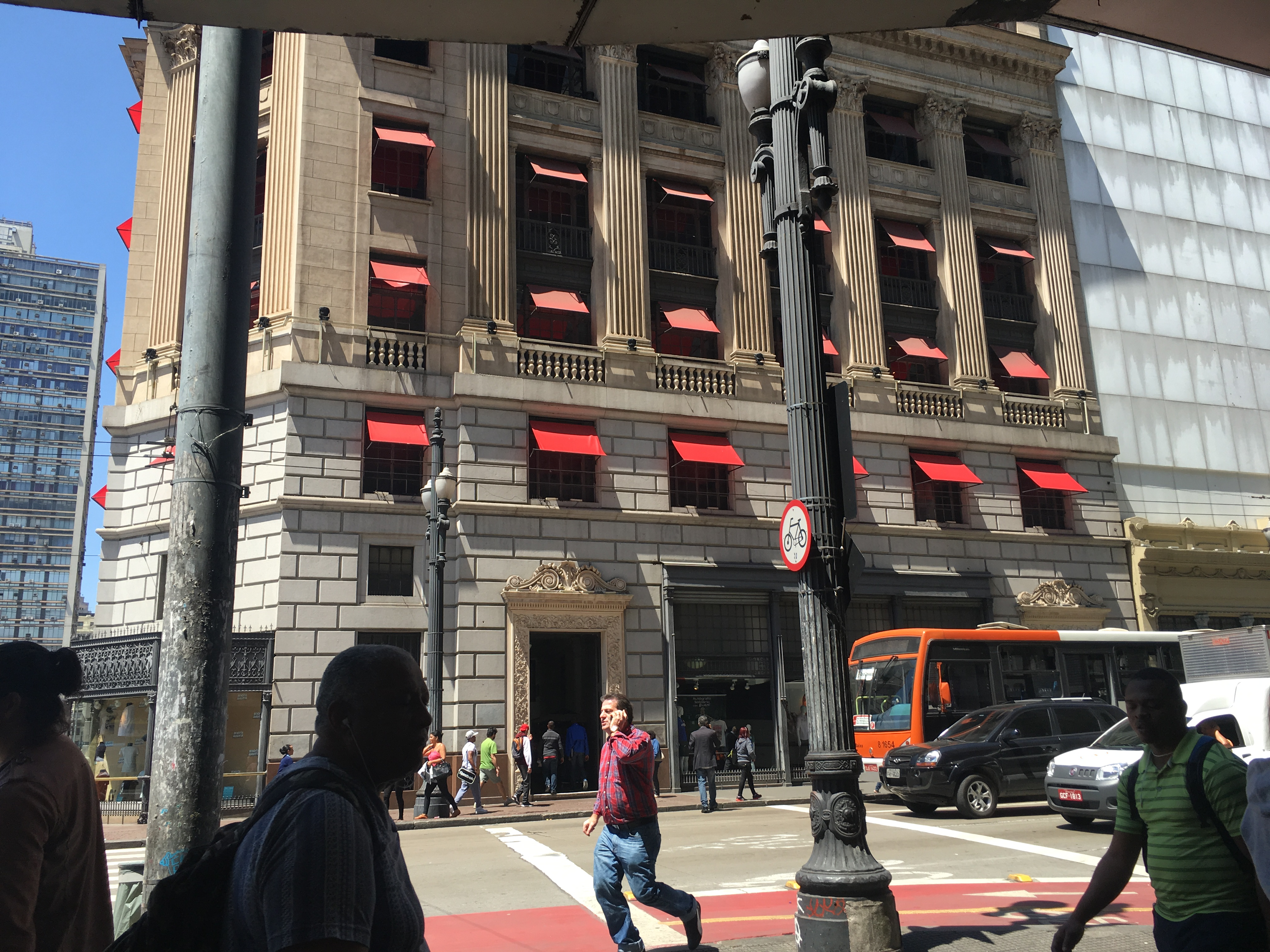
Fachada do edifício vista da Rua Coronel Xavier de Toledo

O trabalho de restauração, durante a década de 1990, ficou a cargo do arquiteto Carlos Faggin, professor de História da Arquitetura da USP. Foi necessária uma lavagem das fachadas por conta de pichações e da ação do tempo. A tecnologia foi fundamental para a realização do processo, com análises em laboratório foi possível identificar os traços originais do prédio, que foram remoldados. Molduras, cerâmicas, vitrais e alvenarias de madeira foram todos restaurados e adaptados à década de 1920. O edifício de 50 metros de altura conta hoje com nove pisos, sendo o último um centro cultural, dois andares no subsolo, e o rés-do-chão (piso térreo).

## Significado histórico e cultural

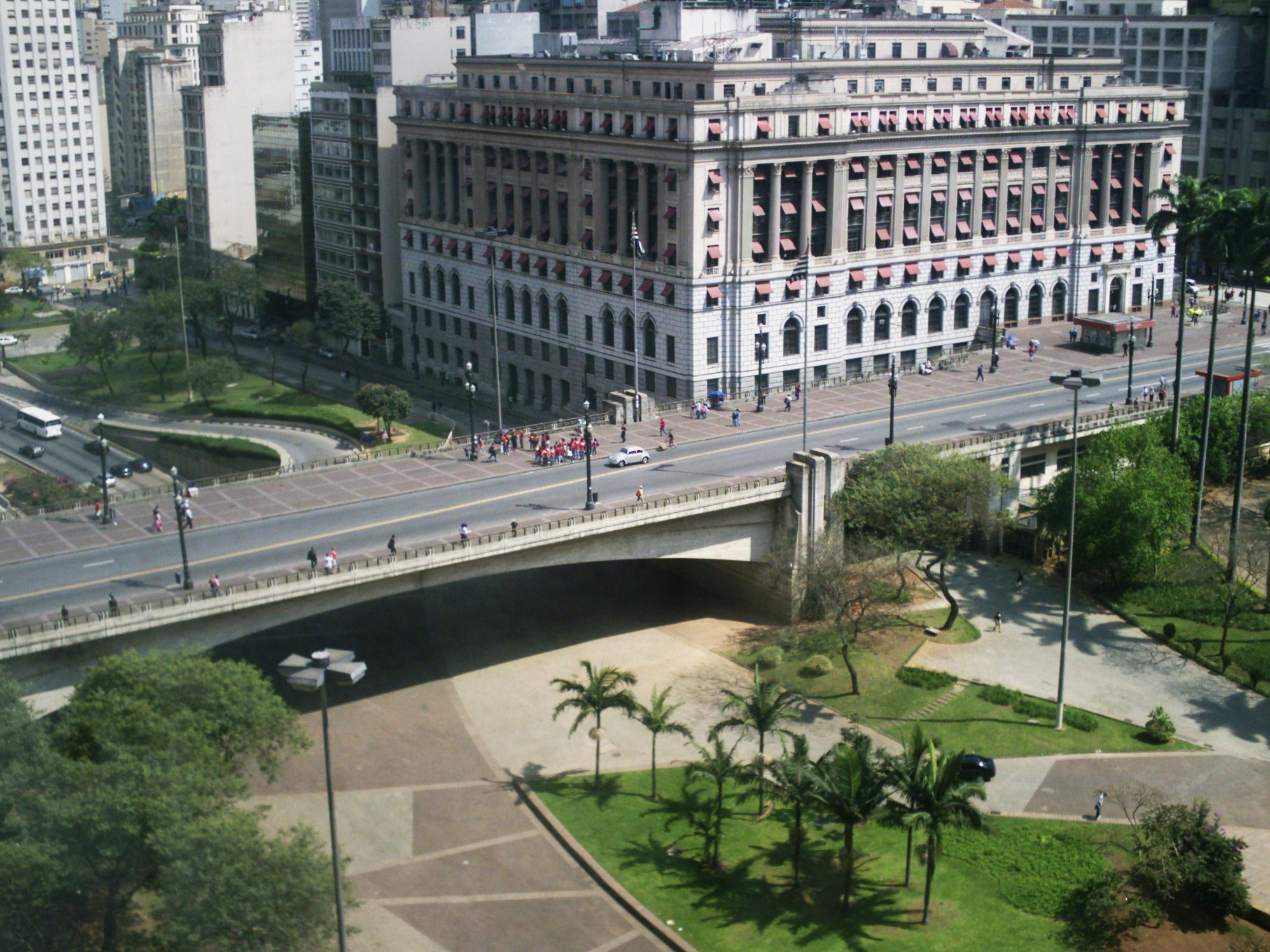
Vista superior do Viaduto do Chá

### Vale do Anhangabaú
No livro História e Tradições da Cidade de São Paulo, Ernani da Silva Bruno descreve a região do Anhangabaú como sendo o "centro da cidade em sua feição mais original e característica". O Viaduto do Chá foi o primeiro viaduto da cidade de São Paulo, que finalmente interligou as margens do antigo rio Anhangabaú, e trouxe grandes melhorias para a região, tanto no quesito econômico quanto social. O rio, com o passar dos anos, por questões sanitárias, foi canalizado e deu origem ao Vale que conhecemos hoje. O Vale é de extrema importância para a cidade por conservar elementos históricos e sociais marcadamente paulistanos, como o Teatro Municipal de São Paulo, o antigo Hotel Esplanada (Edifício Ermírio de Moraes), o Edifício Matarazzo e o Edifício Alexandre Mackenzie, onde anteriormente existia o Teatro São José.

### The São Paulo Light & Power

Prédio da Light e Power (entre 1924 e 1939)

As características arquitetônicas e a presença histórica do edifício conferem ao conjunto ambiental do Vale do Anhangabaú marcante expressão, citado como "o mais notável do centro da cidade" pelo engenheiro Raphael Gendler. Sua construção foi encomendada pelo direitor da The São Paulo Light & Power, empresa que, sem dúvida, marcou a memória dos paulistanos mais antigos. A empresa, depois que a Câmara Municipal concedeu a ela o monopólio dos serviços elétricos, passou a ser ironicamente chamada de "Light and Too Much Power" (em tradução livre, "luz e poder demais"). Em 1910, 30% da energia total consumida por São Paulo eram fornecidos pela empresa, já na década de 1950, essa parcela pulou para 52%. Nessa época, as contas de luz e energia eram pagas na própria sede, por isso é dada sua importância e a grande circulação de pessoas. Durante a ditadura militar, as empresas privadas do setor elétrico passaram por um processo de estatização. O controle da Light, em todo o país, passou para as mãos do governo. Em São Paulo, a Light se transformou na estatal Eletropaulo. Já em 1997, ocorreu a cisão da empresa, passando por um novo processo de privatização. Deve-se a esse fato a saída da Eletropaulo do edifício.

## Estado atual

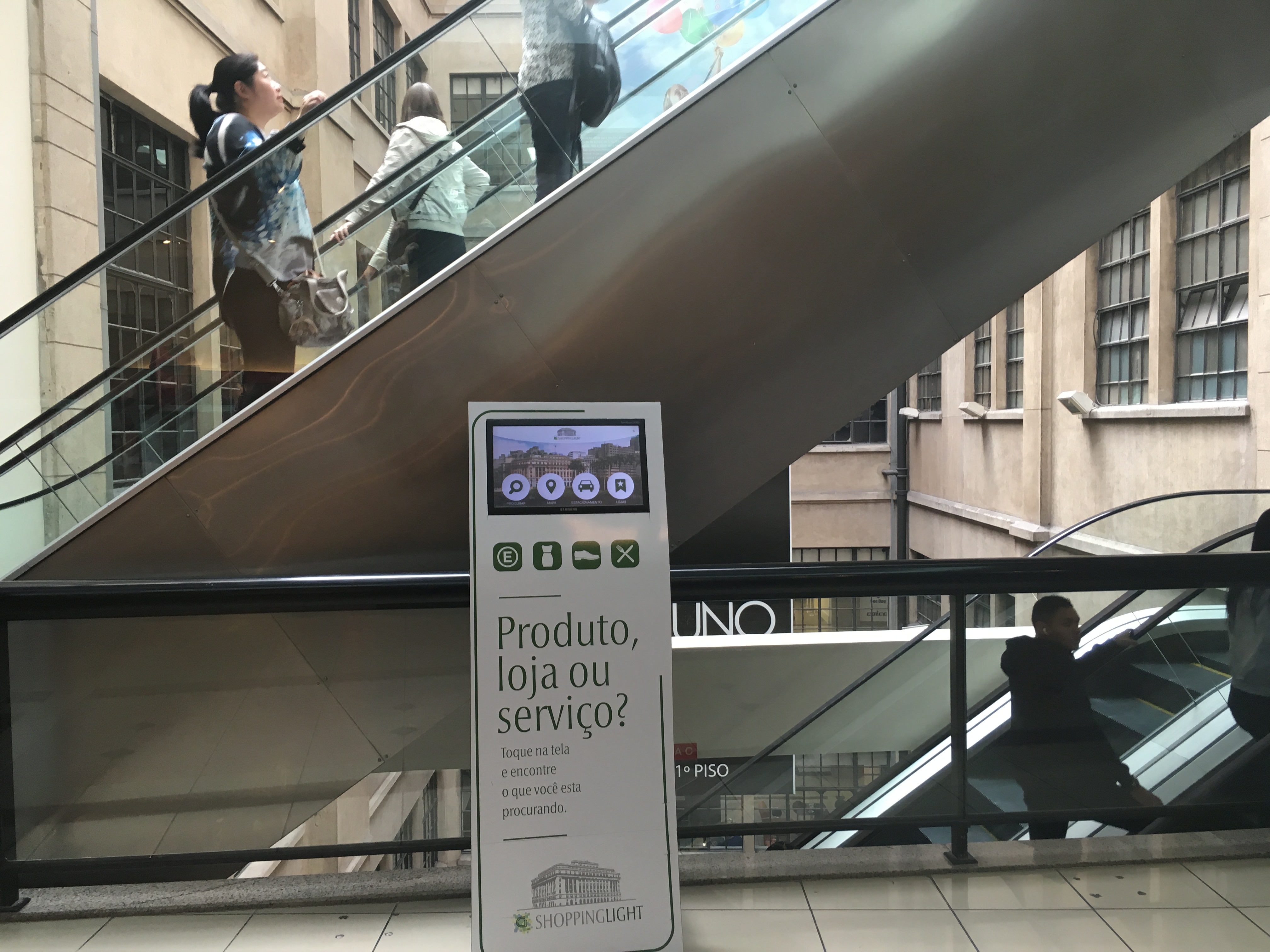
Cavalete de informações do Shopping Light no terceiro piso

O elevado índice de poluição da área central de São Paulo e a enorme circulação de transeuntes exige maior atenção no que diz respeito a preservação do edifício. Por ter sido um estabelecimento administrativo, de intenso uso e grande circulação de pessoas, o edifício acabou sofrendo sucessivas adaptações. Algumas delas, irreversíveis. Porém, o prédio sempre contou com boa manutenção por parte de seus mantenedores, principalmente de seus elevadores característicos da época. Suas características arquitetônicas, no entanto, não foram destruídas, nem mesmo após o crescimento populacional da cidade.
Atualmente, em razão do exercício administrativo do Shopping Light, o edifício oferece diversas atividades culturais, favorecendo a parte histórica do edifício e sua importância sociocultural. Entre elas está o Free Walking Tour com passeios gratuitos pelo Centro Histórico de São Paulo. O Edifício Alexandre Mackenzie também faz parte do roteiro temático Arquitetura pelo Centro Histórico e da Jornada do Patrimônio.

## Air Rooftop Club - Balada Eletrônica[12]
Um evento criado em 2016 pelas agências Entourage e Fun2U, que juntas fundaram a balada que fica no último andar do Shopping Light(cobertura). Com foco na música eletrônica, as baladas acontecem frequentemente e reúnem artistas nacionais e internacionais da cenário eletrônico. O artista escolhido para realizar a abertura do evento foi o Vintage Culture.
O local conta com 1500m² com uma pista externa e um local interno com banheiros e área para o bar. O estabelecimento tem uma capacidade para 1.000 pessoas durante a balada.
Uma das suas principais características é a vista para o Vale do Anhangabaú, a Prefeitura (Edifício Matarazzo) e o Teatro Municipal, marcos da cidade de São Paulo.
Em 2021 o Air Rootop deixa o espaço e a agência Bem São Paulo assume a operação e, com o patrocínio da Mastercard Brasil e sociedade com o Chef Onildo Rocha, lança o espaço Priceless com dois restaurantes e o espaço Aroo Acontecimentos para eventos corporativos e sociais.

## Espaço Mastercard Priceless

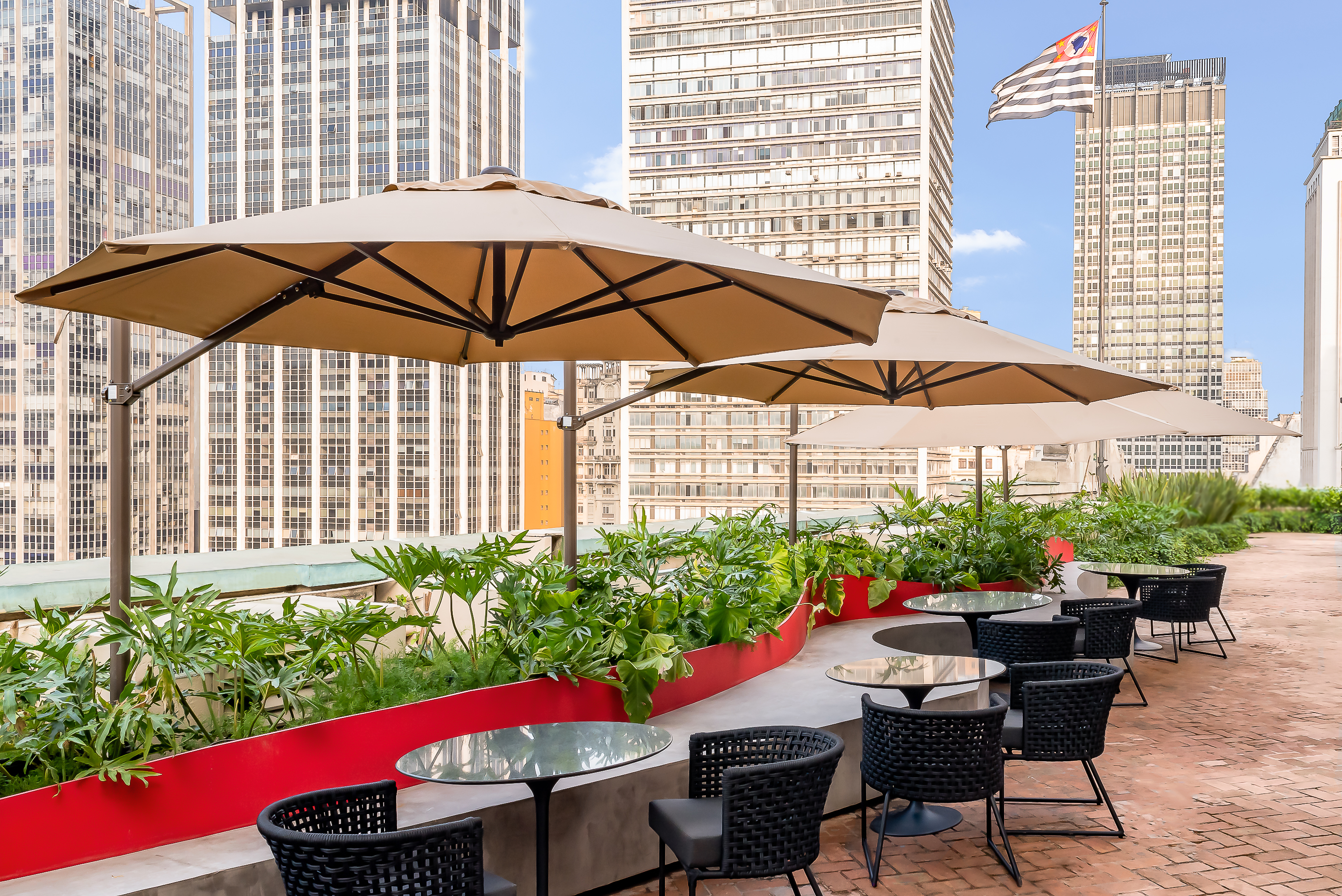
Localizado no Espaço Priceless, no rooftop do Shopping Light.

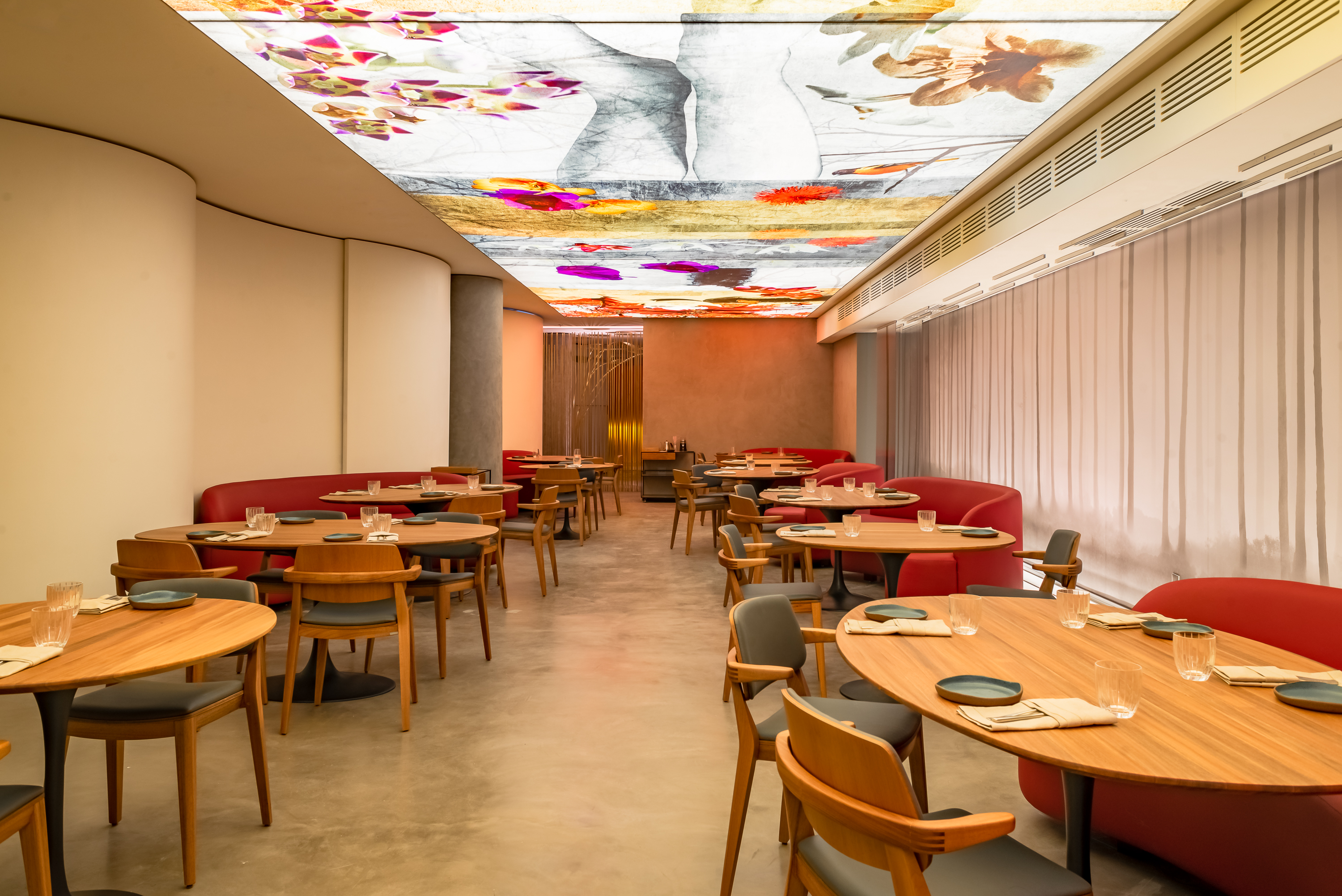
Restaurante Notiê, com menu assinado pelo Chef Onildo Rocha.

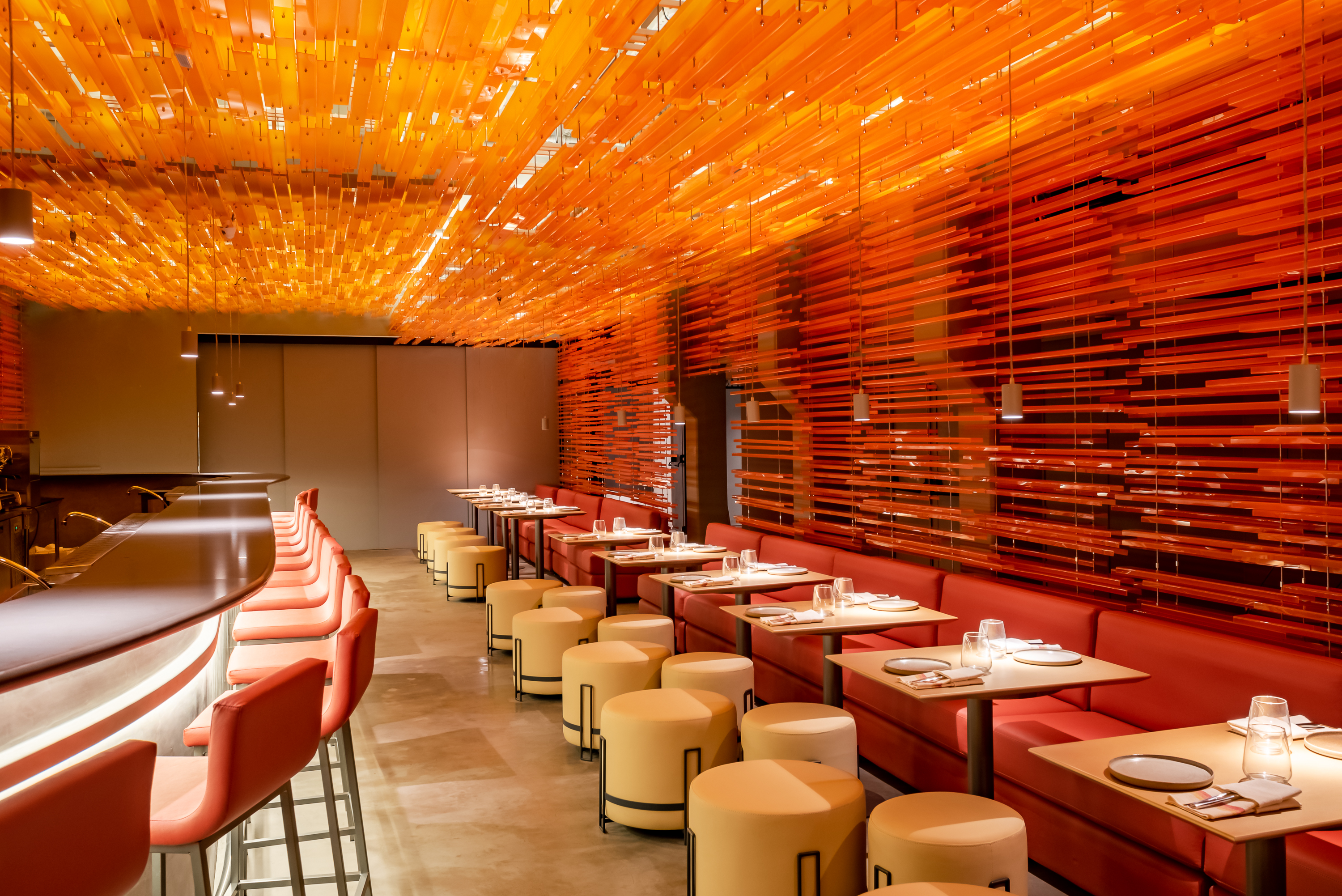
Bar e Restaurante Abaru, com menu assinado pelo Chef Onildo Rocha

No final de outubro de 2021 a agência Bem São Paulo em sociedade com o Chef Onildo Rocha e Paluana Cenografia, com patrocínio da Mastercard Brasil, inauguram no rooftop do Edifício Alexandre Mackenzie o espaço Priceless. Trata-se de um espaço multisensorial com dois restaurantes assinados pelo Chef Onildo Rocha (Notiê e Abaru) além de um espaço das exposições multimídias (Atevi), um ambiente para eventos e ativações (Anexo Abaru) e um amplo terraço com vista para o centro histórico de São Paulo (Botâma). O espaço Priceless funciona todos os dias da semana com opções de almoço, café, happy hour e jantar e contempla também uma agenda de eventos e experiências para portadores de cartões Mastercard e público em geral. O conceito por trás dos menus e eventos baseia-se em temporadas com o "Sertões, a Beira do Rio São Francisco" sendo a temporada de inauguração. Em agosto de 2022 a nova temporada "Amazônia" é lançada com novos menus e agenda de experiências no espaço. Além do Chef Onildo Rocha assinando os menus do restaurantes do espaço, fazem parte do complexo: o mixologista Alê D'Agostino, o especialista em cervejas artesanais Junior Bottura (cerveja Avós) e o premiado barista e especialista em cafés Boram Um (Um Coffee Co.).

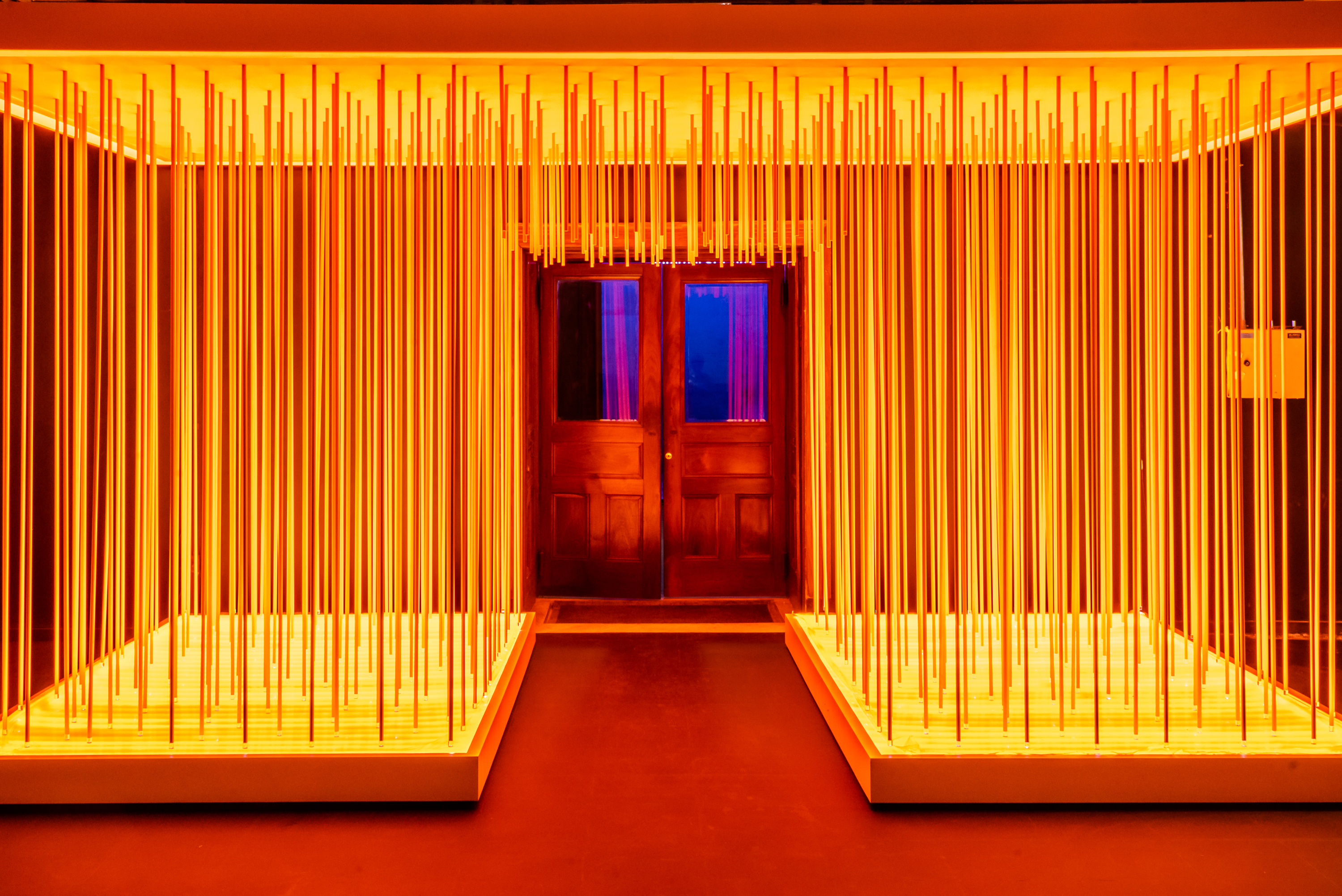
Localizado no Espaço Priceless, no rooftop do Shopping Light. Acesso pelo estacionamento do shopping.

## Espaço Aroo Acontecimentos
Ocupando o mesmo andar do espaço do espaço Mastercard Priceless e tendo os mesmos sócios e criativos, o espaço Aroo Acontecimentos é uma alternativa única para eventos sociais e corporativos no centro histórico de São Paulo. O complexo de cerca 1.000m2, 3 salas multiuso, hall de entrada e um grande terraço com vista para o centro histórico.

## Galeria
Fotografias do Edifício Alexandre Mackenzie: áreas internas, externas e seus arredores.

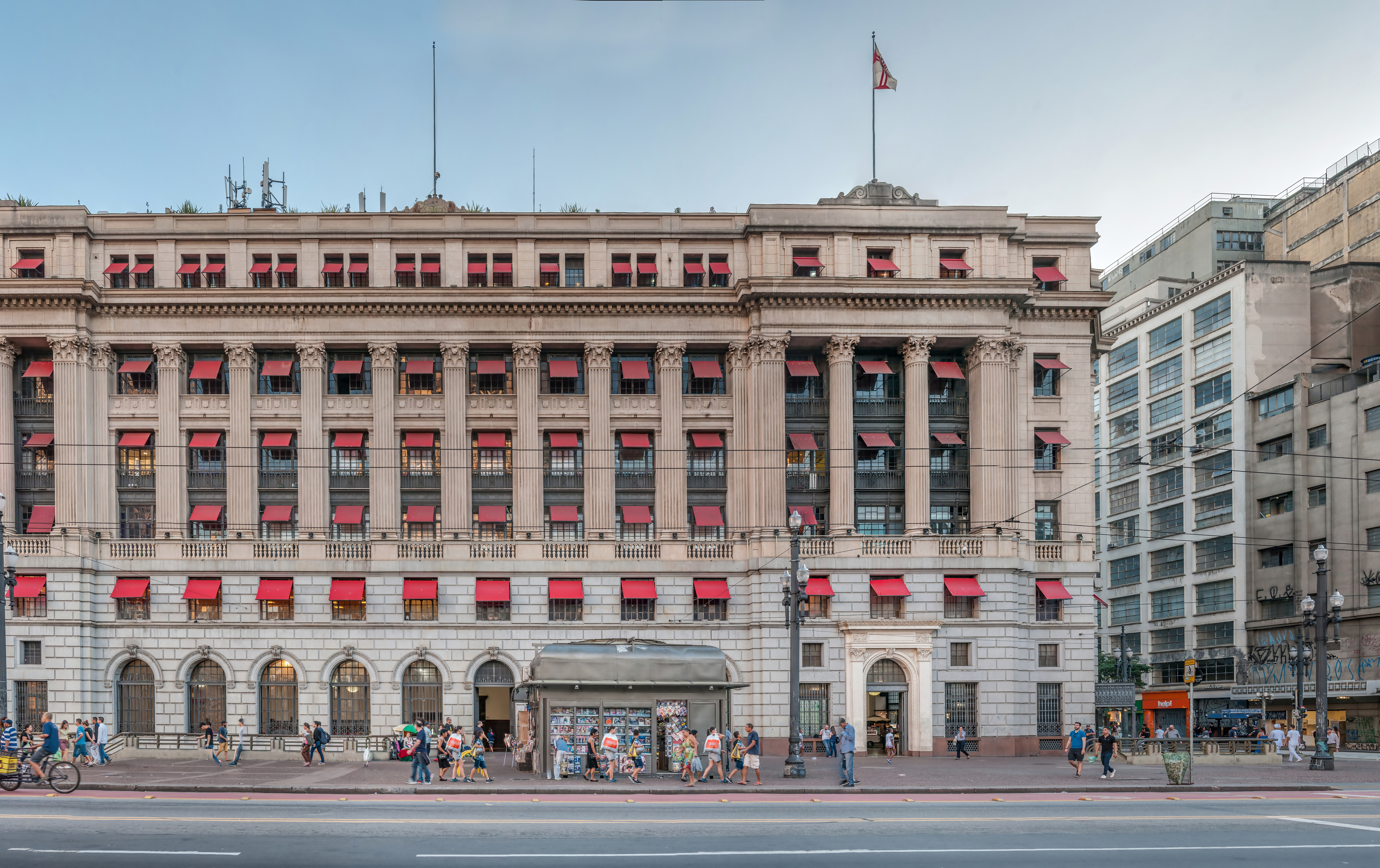
Fachada vista pelo Viaduto do Chá
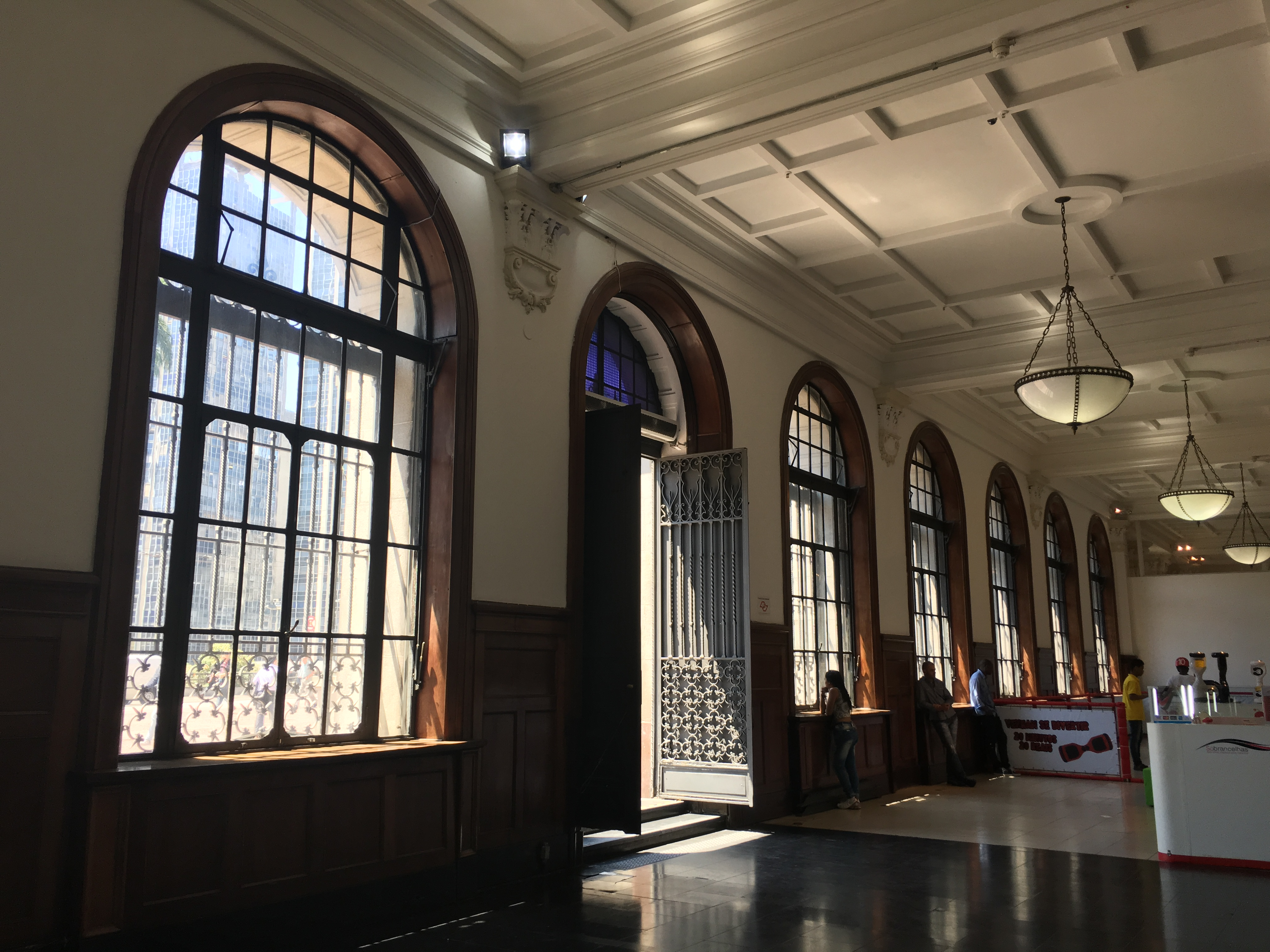
Piso térreo do edifício, atual Shopping Light
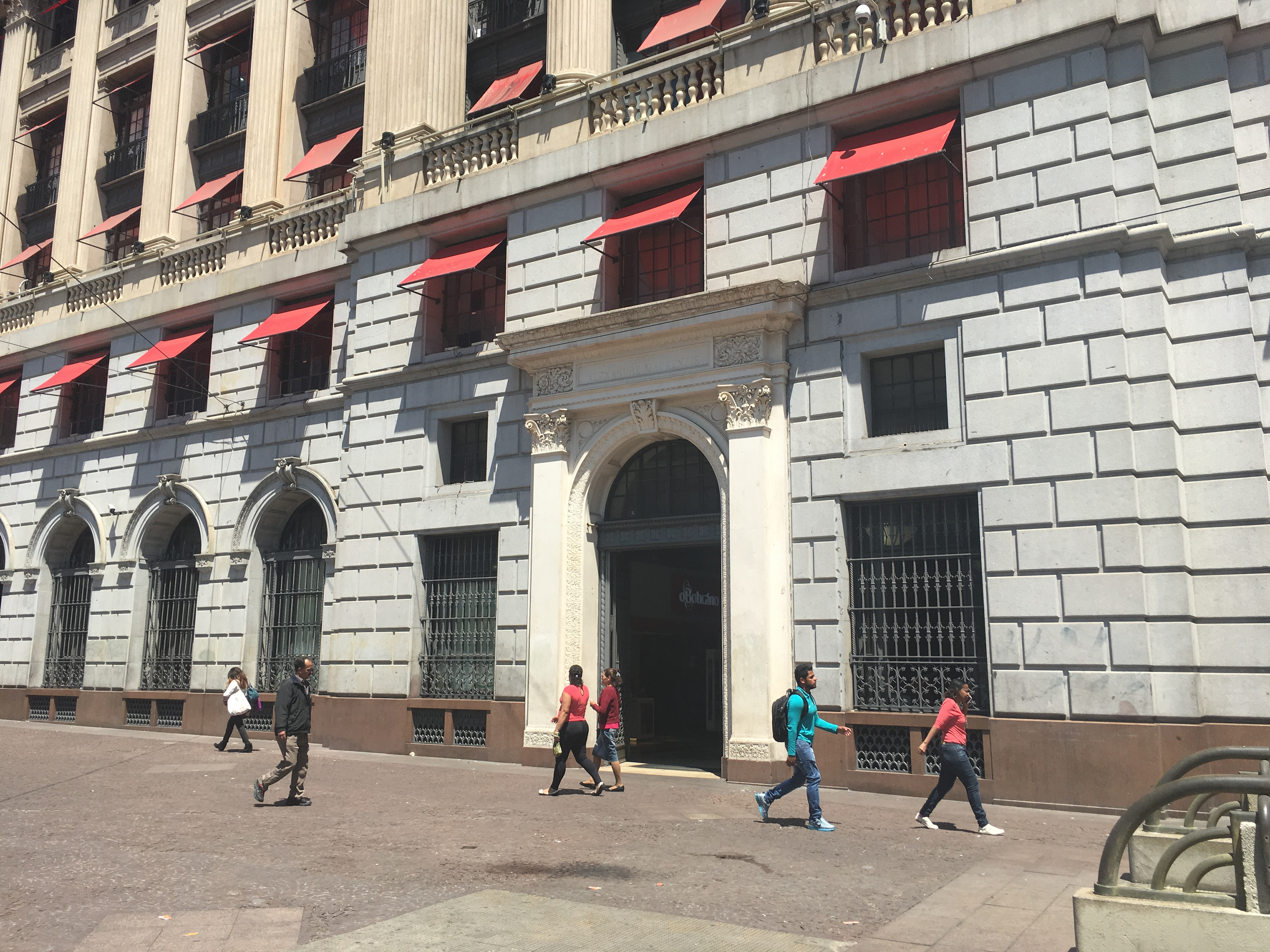
Entrada principal pelo Viaduto do Chá
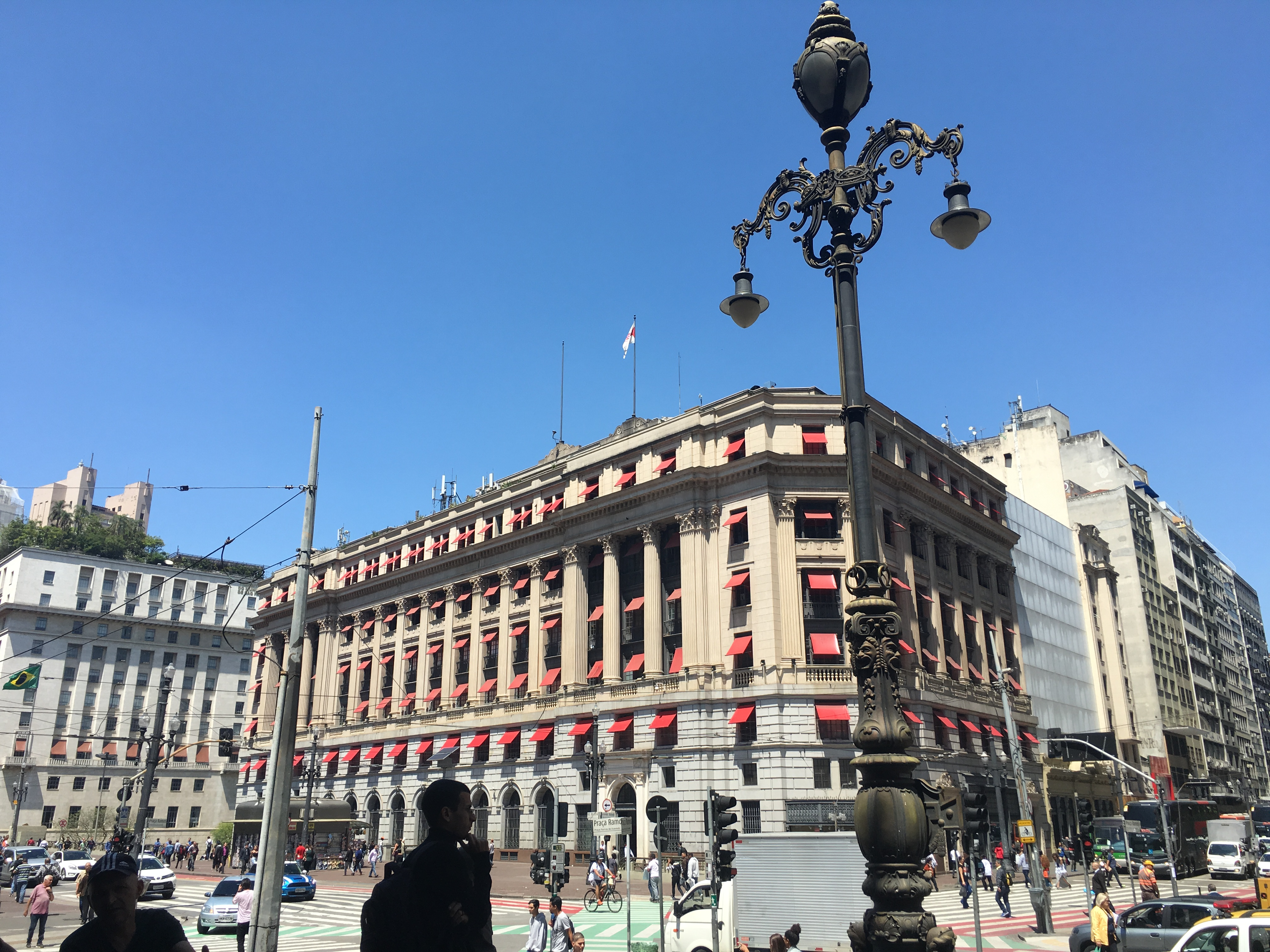
Fachada vista a partir da escadaria do Teatro Municipal de São Paulo
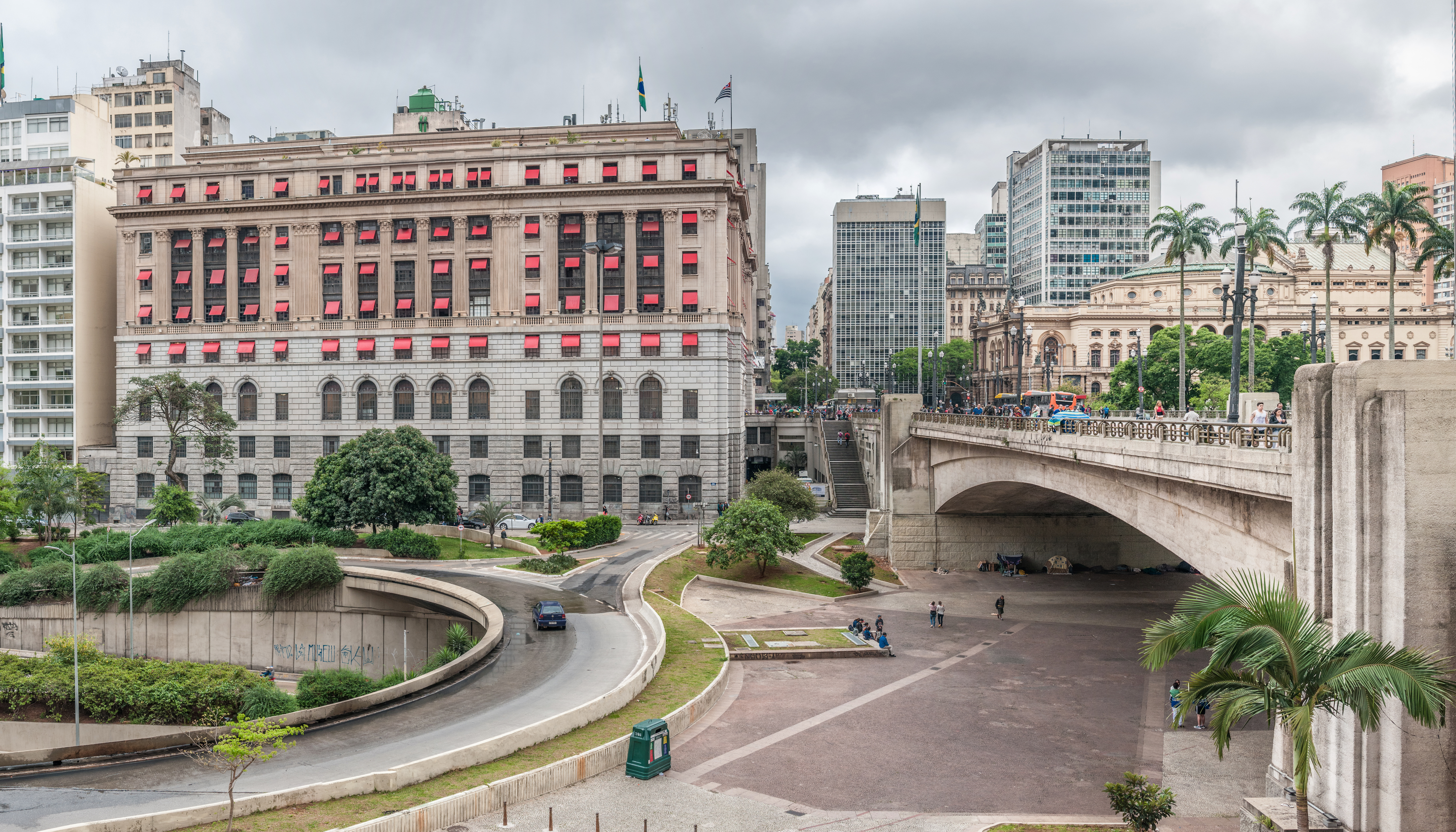
Vista do Viaduto do Chá
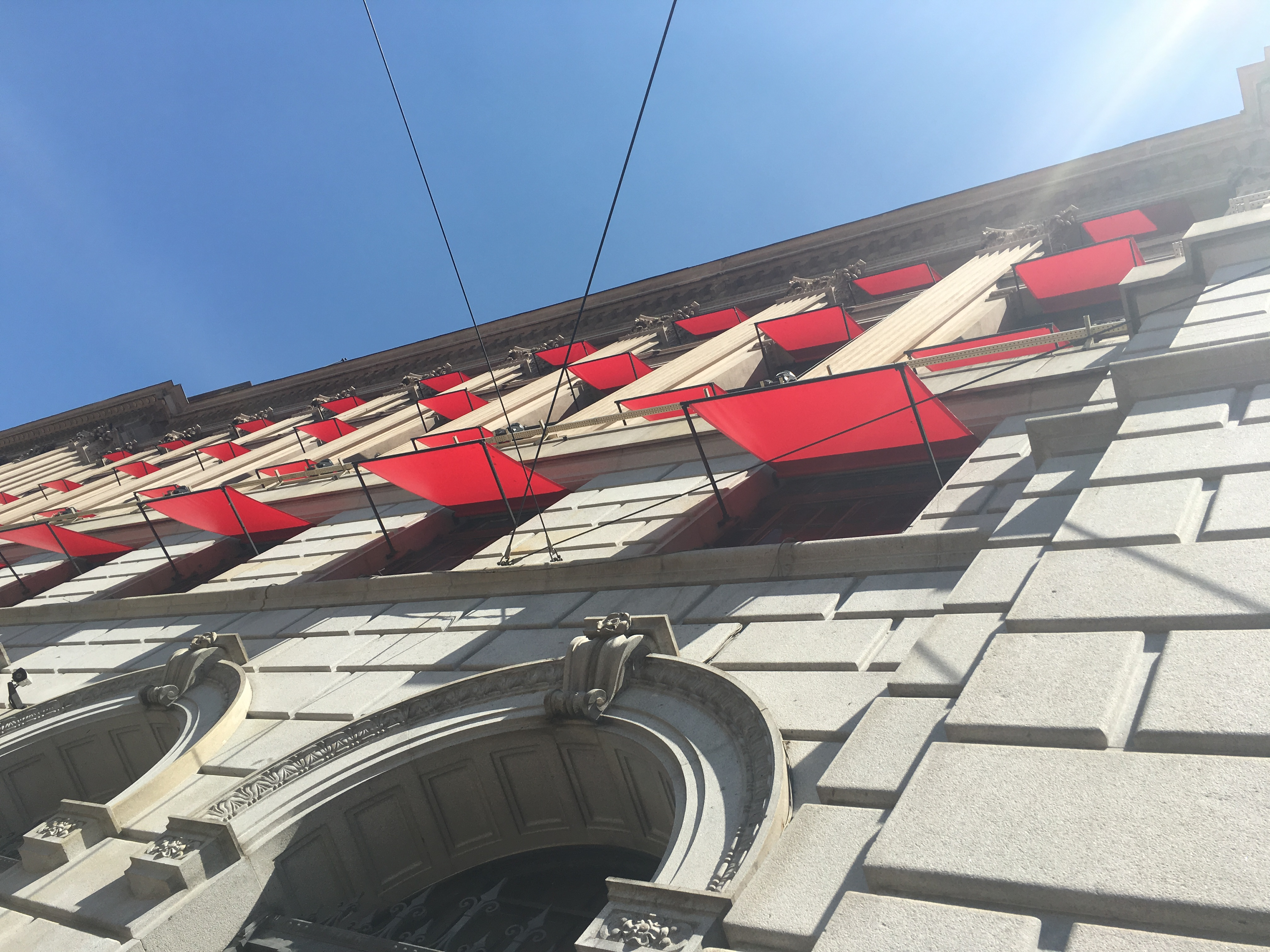
Janelas do Edifício Alexandre Mackenzie
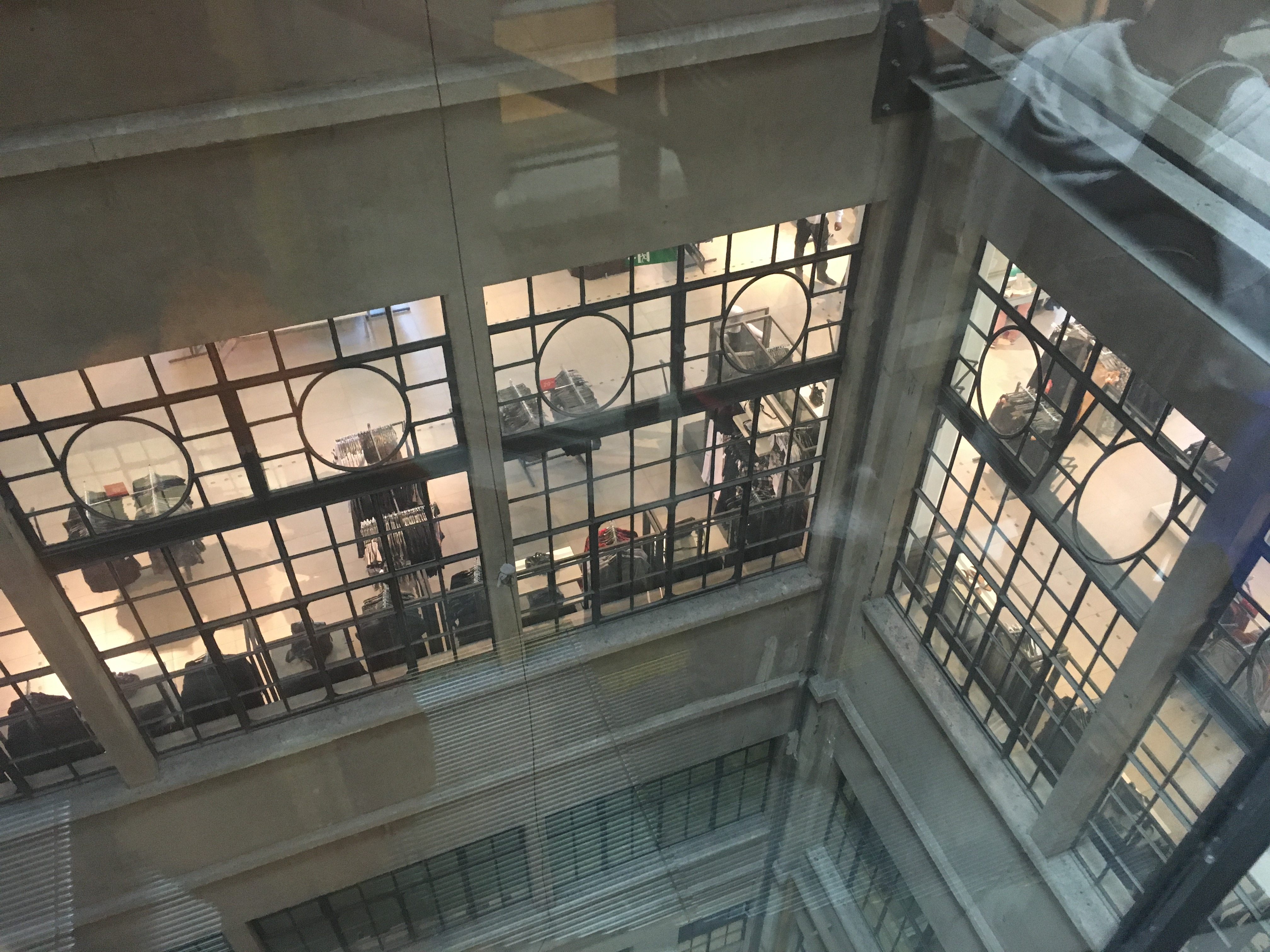
Vitrais internos vistos pela escada rolante do atual shopping
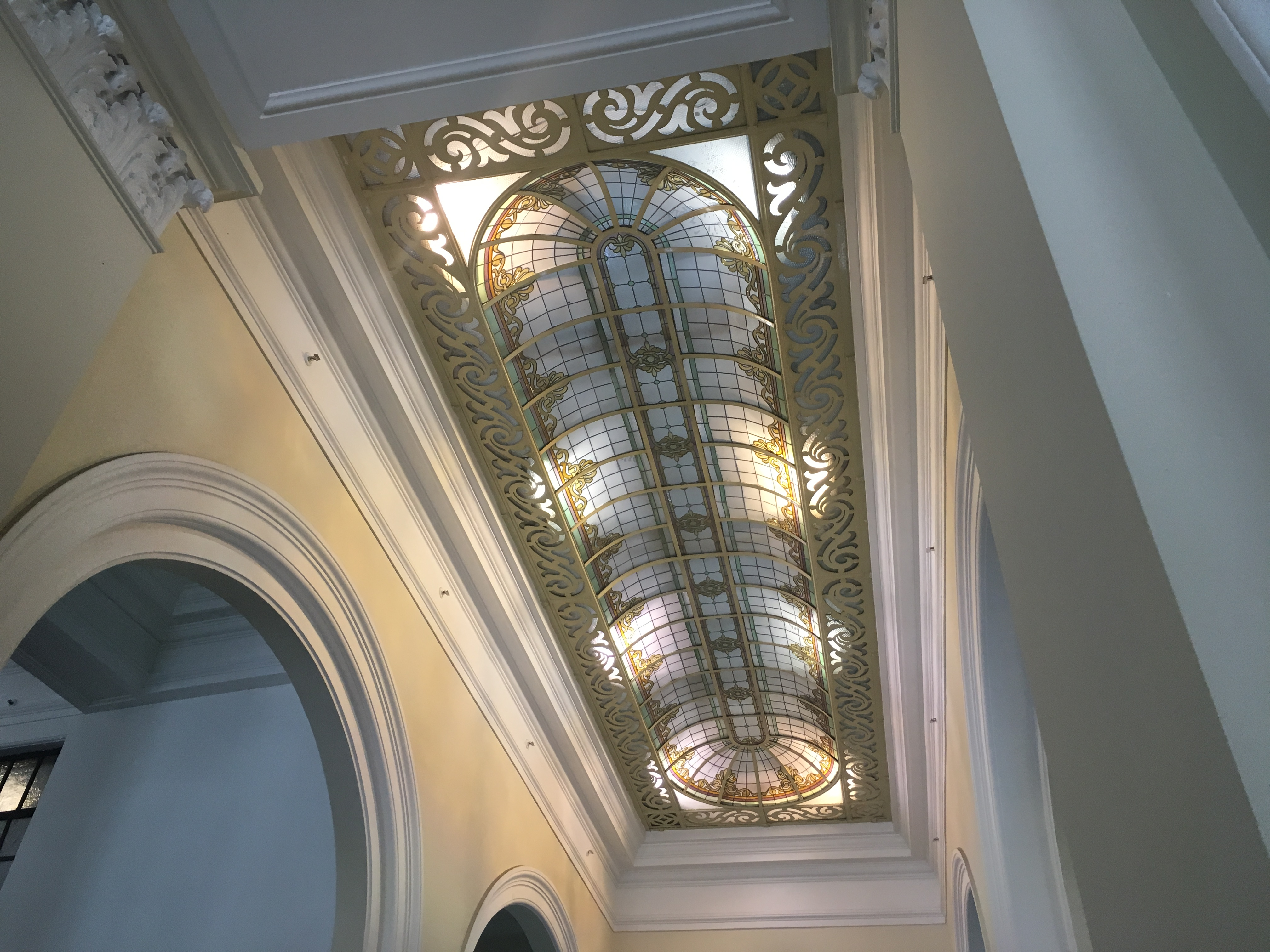
Abóbada do corredor principal do Edifício Alexandre Mackenzie
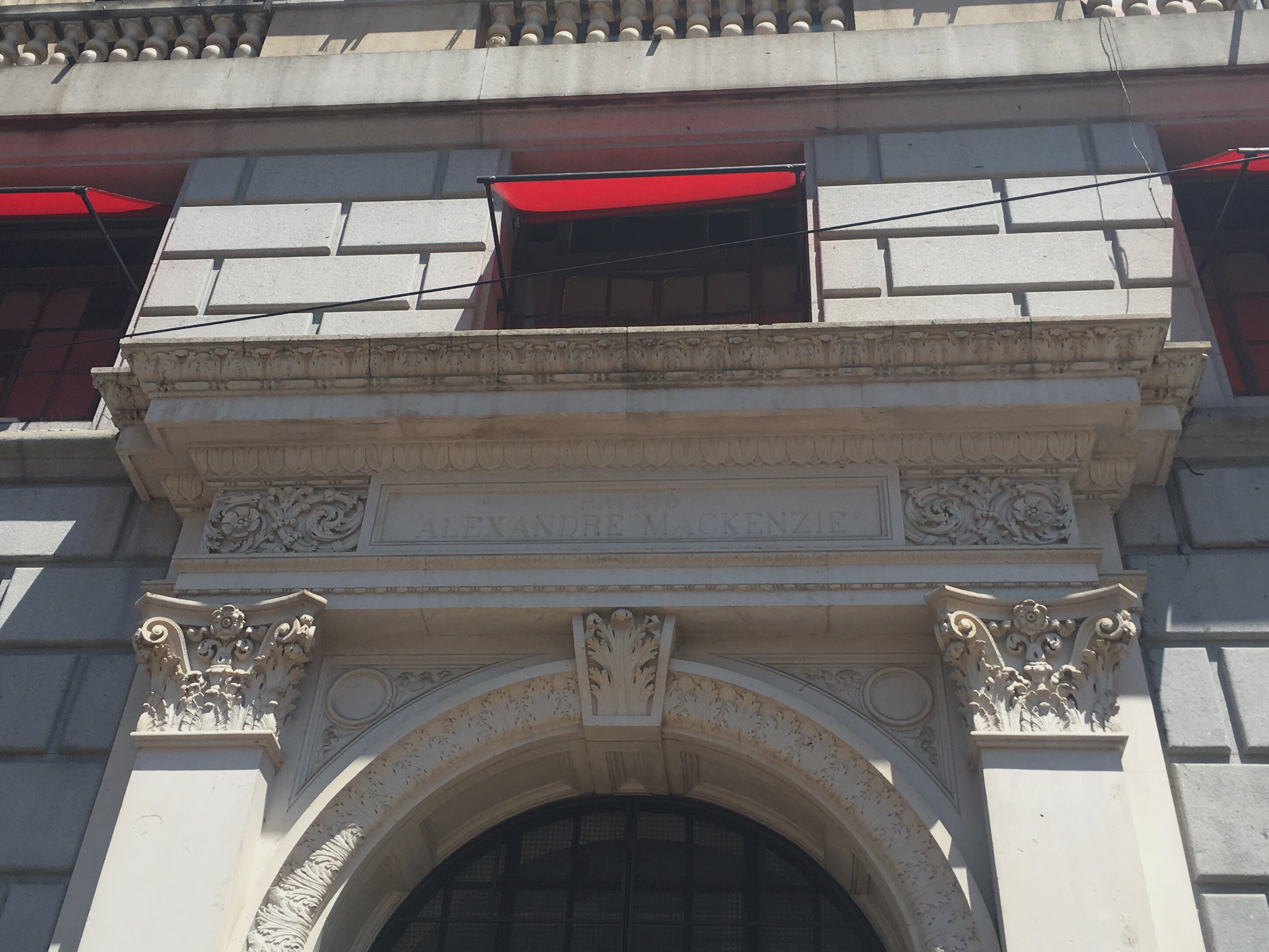
Placa da entrada principal
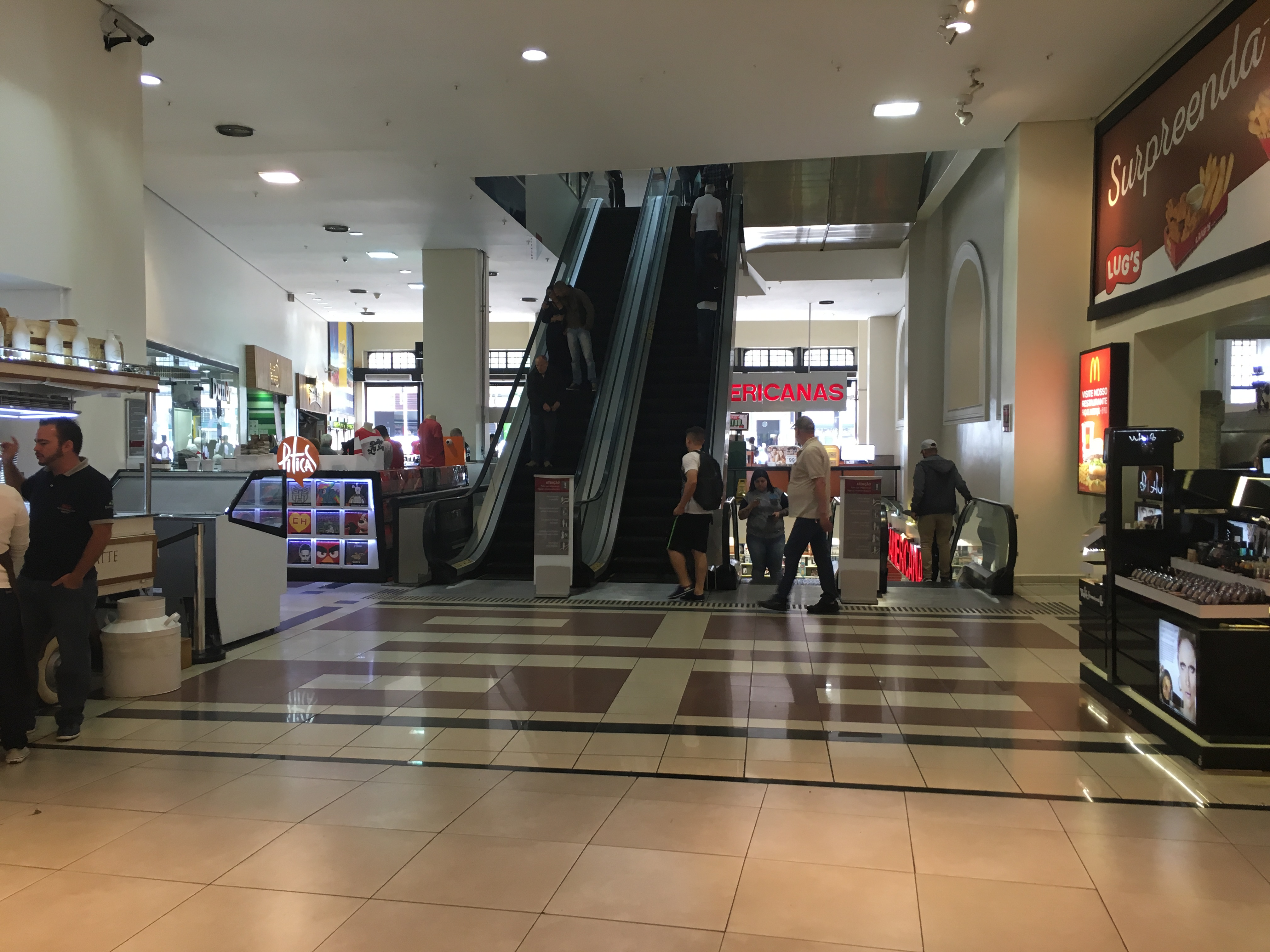
Escadas rolantes do piso térreo do atual shopping
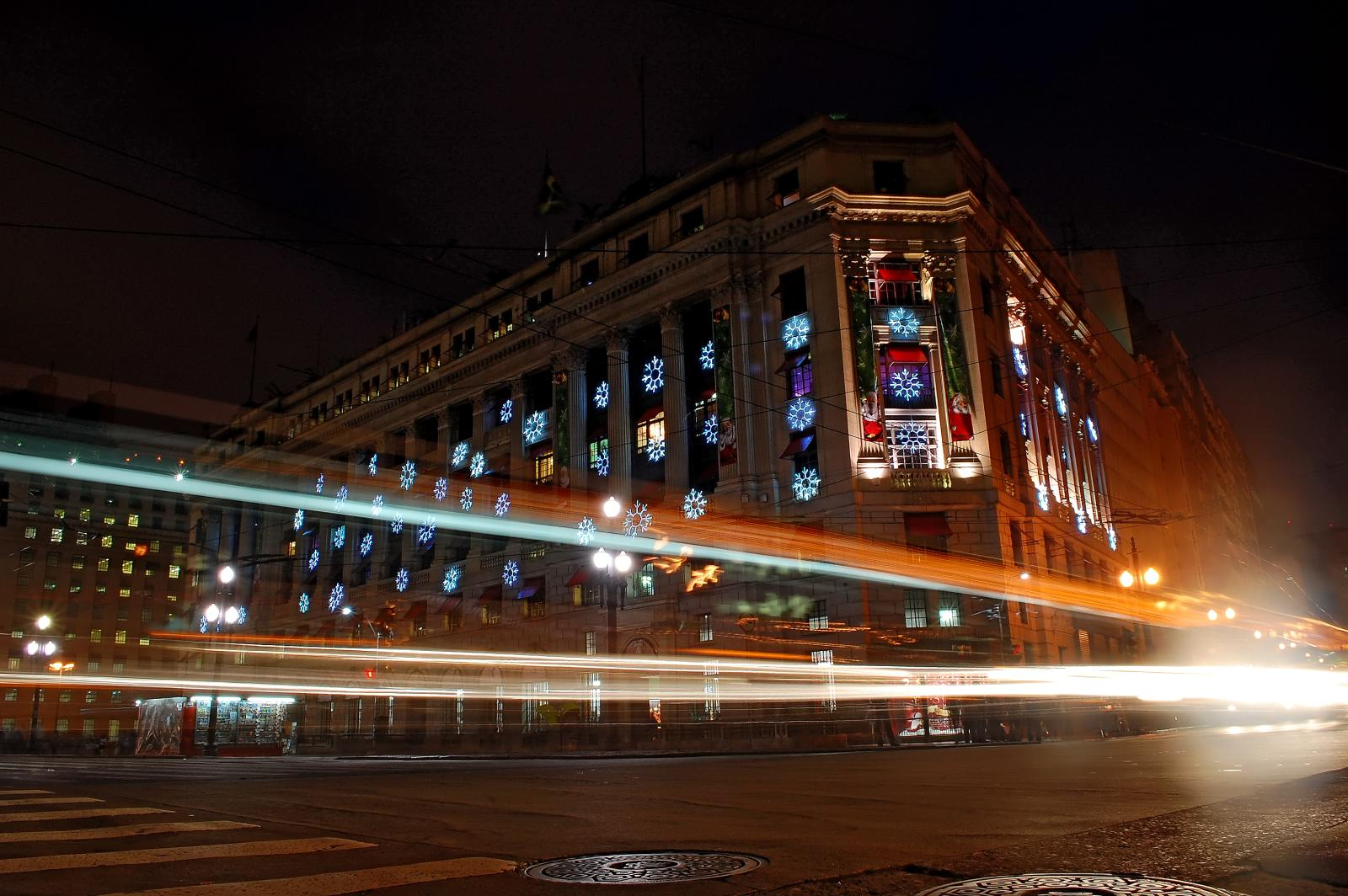
Fachada do Shopping Light com decoração natalina
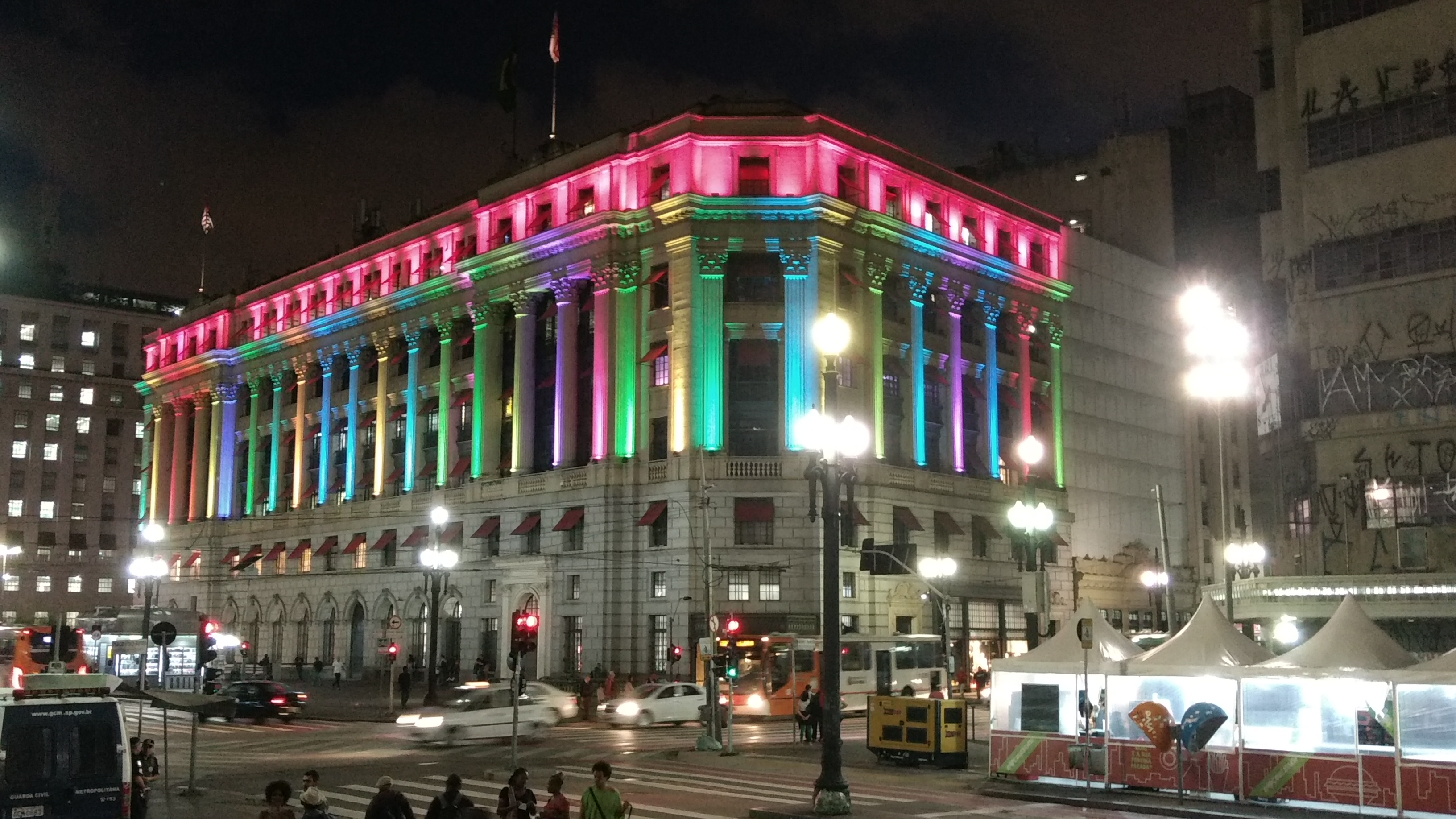
Fachada do Shopping Light à noite